# RenderWare
RenderWare foi um motor de jogos desenvolvido pela Criterion Games, uma desenvolvedora de jogos digitais de origem britânica.

## Visão Geral
Lançado ao mercado em 1993 como uma biblioteca de Linguagem C, o RenderWare foi usado para desenvolver diversos jogos da sexta geração de consoles de mesa, tais como Black e Burnout da própria Criterion Games, Grand Theft Auto III, Grand Theft Auto: Vice City e Grand Theft Auto: San Andreas da Rockstar Games. Foi substituído internamente pelo Unreal Engine — desenvolvido pela Epic Games — em meados de 2006 a 2007 por não ter recursos típicos da então atual geração de consoles, que na época era a sétima geração de consoles de mesa.